# Expedició britànica a l'Everest del 1953

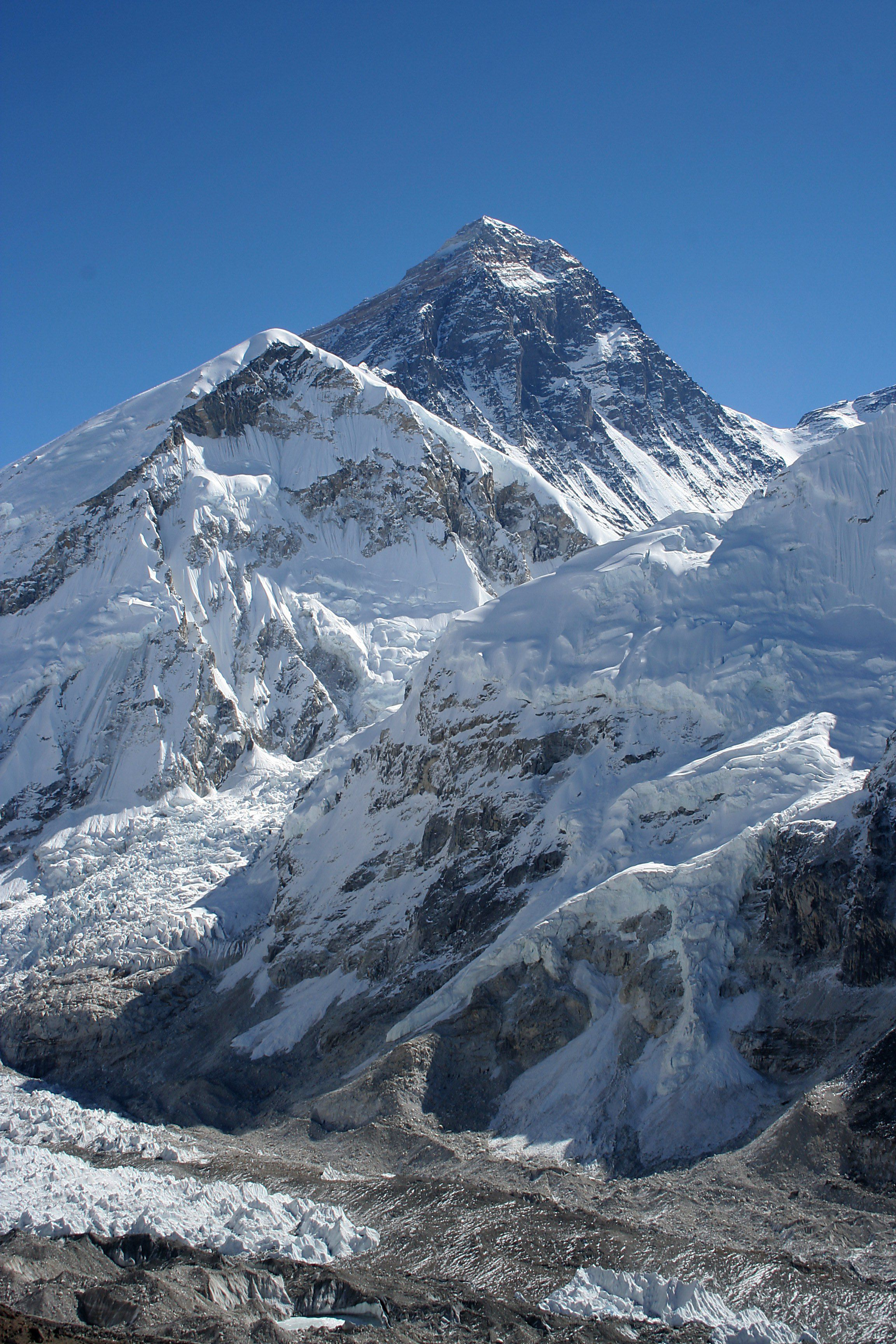
Everest. La ruta dels britànics va començar per la cascada de gel de Khumbu que baixa del Circ Occidental (fora de la imatge), va continuar per la cara del Lhotse fins a arribar al Coll Sud (depressió nevada, vist a l'extrem dret de la foto), acabant per la carena sud-est (a mà dreta).

L'expedició britànica a l'Everest de 1953 va ser la novena expedició que va intentar la primera ascensió de l'Everest, i la primera a aconseguir-ho de manera confirmada quan Tenzing Norgay i Edmund Hillary van assolir el cim el 29 de maig de 1953. Dirigida pel coronel John Hunt, va ser organitzada i finançada pel Comitè Conjunt de l'Himàlaia. La notícia de l'èxit de l'expedició va arribar a Londres a temps per ser publicada el matí de la coronació de la reina Isabel II, el 2 de juny d'aquell any.

## Antecedents
Identificada com la muntanya més alta del món durant la dècada dels 1850, l'Everest es va convertir en un tema d'interès durant l'edat d'or de l'alpinisme, tot i que la seva alçada feia qüestionable si mai es podria escalar. El 1885, Above the Snow Line de Clinton Thomas Dent va suggerir que podria ser possible un ascens. Consideracions pràctiques (i la Primera Guerra Mundial) van impedir intents significatius fins a la dècada dels 1920. Durant aquests anys els britànics van fer diverses expedicions sense aconseguir fer el cim. Preguntat per què pujar a l'Everest, George Mallory va dir en una famosa frase que volia escalar l'Everest "Perquè és allà". Mallory, juntament amb Irvine van desaparèixer a l'Everest durant l'expedició britànica a l'Everest de 1924 quan feien el darrer assalt al cim. El seu destí va romandre un misteri durant 75 anys, quan finalment es van trobar les restes de Mallory. Mai, però, s'ha pogut determinar si van assolir el cim, tot i que és poc probable que ho aconseguissin.
La majoria dels primers intents es van fer des del costat nord (tibetà), però la revolució xinesa de 1949, i la seva posterior annexió del Tibet van portar al tancament d'aquesta ruta. Els escaladors van començar a cercar una aproximació des del costat nepalí. L'expedició suïssa a l'Everest de 1952, pujant des del Nepal, va assolir una elevació de 8.595 m a la carena sud-est, establint un nou rècord d'altitud d'escalada, superant l'alçaca assolida per Mallory i Irvine el 1924.

### Lideratge, preparació i formació
John Hunt, un coronel de l'exèrcit britànic, estava servint a l'estat major de les Potències Aliades d'Europa quan, per sorpresa, va ser convidat pel Comitè Conjunt de l'Himàlaia del Club Alpí i la Royal Geographical Society per dirigir l'expedició britànica a l'Everest de 1953. S'esperava àmpliament que Eric Shipton en fos el líder, perquè havia dirigit l'expedició de reconeixement de l'Everest des del Nepal el 1951, així com la fracassada expedició al Cho Oyu el 1952, de la qual s'havien escollit la majoria dels escaladors seleccionats. No obstant això, el comitè havia decidit que l'experiència de lideratge militar de Hunt, juntament amb les seves credencials com a escalador, proporcionaria la millor oportunitat per a l'expedició. Els britànics es van sentir sota una pressió especial, ja que els francesos havien rebut permís per muntar una expedició similar el 1954, i els suïssos una altra el 1955, el que significava que els britànics no tindrien una altra oportunitat a l'Everest fins al 1956 o més tard. Com va escriure Shipton sobre la seva posició presentada al Comitè el 28 de juliol de 1952: "La meva coneguda antipatia per les grans expedicions i el meu avorriment per un element competitiu en l'alpinisme podria semblar fora de lloc en la situació actual". Aquesta declaració, segons George Band, "va segellar el seu propi destí".
Diversos membres de l'expedició britànica tenien una forta lleialtat a Shipton i estaven descontents amb la seva substitució. Charles Evans, per exemple, va declarar: "Es va dir que a Shipton li faltava l'instint assassí, no és pas una cosa dolenta que li falti des del meu punt de vista". Edmund Hillary es trobava entre els més contraris al canvi, però va ser conquerit per la personalitat de Hunt i per la seva admissió que el canvi havia estat mal gestionat. George Band recorda al membre del comitè Larry Kirwan, el director/secretari de la Royal Geographical Society, dient que "havien pres la decisió correcta però de la pitjor manera possible".
Hunt va escriure més tard que el Comitè Conjunt de l'Himàlaia havia trobat difícil la tasca de recaptar fons per a l'expedició:
"Una de las principals tasques del Comitè Conjunt de l'Himàlaia, a més de concebre la idea d'una expedició a l'Everest, buscar el suport polític, decidir els assumptes de preparació, és finançar-lo. Només els que s'han trobat en aquesta posició saben de la dificultat de recaptar els fons per a una empresa d'aquesta naturalesa, vista pel públic com una més en una successió de fracassos, sense cap altre garantia financera que els recursos personals dels propis membres del Comité"

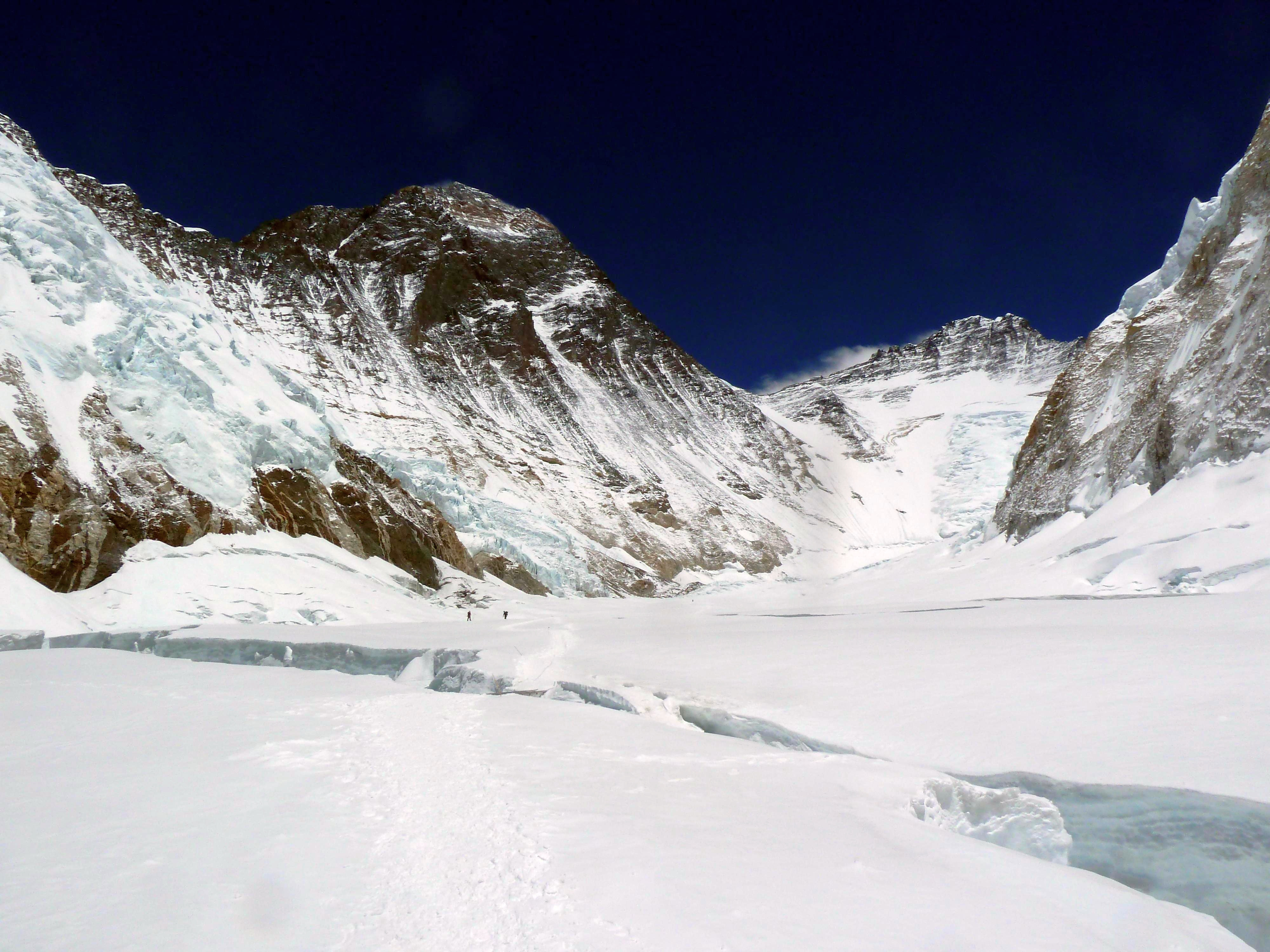
El Circ Occidental, per sobre de la cascada de gel de Khumbu. La cara del Lhotse (centre dreta) es va pujar en direcció a l'esquerra cap al Coll Sud (depressió, centre), amb la carena sud-est que condueix al cim de l'Everest.

La formació inicial va tenir lloc a Snowdonia a Gal·les durant l'hivern. L'hotel Pen-y-Gwryd es va utilitzar com a camp base, i l'equip va entrenar als vessants de Snowdon i Glyderau. Les proves de l'equip d'oxigen es van fer a la cabana del Club d'escaladors a Helyg prop de Capel Curig.
El grup va partir cap al Nepal des de Tilbury, Essex, Anglaterra a bord del SS Stratheden amb destinació a Bombai el 12 de febrer, amb Tom Bourdillon, el doctor Griffith Pugh i Hunt, que estava malalt d'una infecció d'àntrax. Evans i Alfred Gregory havien volat cap a Katmandú el 20 de febrer, com a grup avançat. Hillary i Lowe es van apropar al Nepal des de Nova Zelanda, Lowe per mar i Hillary per aire, ja que les seves "abelles estaven en un estat ocupat en aquella època de l'any". Tot i que un el viatge per mar era més barat, Hunt va afirmar que la raó principal per triar-lo en lloc d'un viatge aeri era "l'oportunitat que ens donaria la vida en un vaixell per fer equip, en les condicions ideals, sense cap molèstia, urgència o estrès".
A Katmandú, el grup va ser atès per l'ambaixador britànic, Christopher Summerhayes, que va organitzar habitacions amb el personal de l'ambaixada, doncs no hi havia hotels a Katmandú en aquell moment. A principis de març, vint xerpes, que havien estat escollits pel Club de l'Himàlaia, van arribar a Katmandú per ajudar a transportar càrregues al Circ Occidental i al Coll Sud. Estaven dirigits pel seu Sirdar, Tenzing Norgay, que intentava l'Everest per sisena vegada i era, segons Band, "l'escalador sherpa més conegut i un alpinista de nivell mundial". Mentre a Tenzing se li va oferir un llit a l'ambaixada, els xerpes restants van haver de dormir al terra del garatge de l'ambaixada; l'endemà van orinar davant de l'ambaixada en protesta per la falta de respecte que se'ls havia mostrat.

## Expedició
El primer grup, juntament amb 150 portadors, va sortir de Katmandú cap a l'Everest el 10 de març, seguit del segon grup i 200 portadors l'11 de març. Van arribar a Thyangboche els dies 26 i 27 de març respectivament, i entre el 26 de març i el 17 d'abril es van dedicar a l'aclimatació a l'altitud.
Hunt planejava tres assalts de dos escaladors cadascun incloent "un tercer i últim intent" si calia, de tota manera, després de dos assalts consecutius caldria una espera d'uns dies per "recuperar forces" i reposar els campaments. El pla per als dos primers assalts havia estat anunciat per Hunt el 7 de maig. El primer grup d'assalt que utilitzava equips d'oxigen de circuit tancat havia de començar des del Camp VIII i apuntar a arribar al Cim Sud (i si és possible al Cim), format per Tom Bourdillon i Charles Evans, ja que només Bourdillon podia fer servir els equips experimentals. La segona part d'assalt amb equips d'oxigen de circuit obert havia de ser la parella d'escalada més forta, Ed Hillary i Tenzing Norgay; i començar des del Camp IX per sobre del Coll Sud. La tercera part d'assalt hauria estat Wilf Noyce i Mike Ward.
Si l'expedició fracassava a la primavera, es faria un intent de tardor posterior al monsó (com havien fet els suïssos el 1952 : el permís era per a tot l'any; encara que els suïssos van arribar massa tard).

### Campament base
El grup de la Cascada de Gel va arribar al camp base a 5.455 m el 12 d'abril de 1953. Aleshores es van dedicar uns quants dies, tal com estava previst, a establir una ruta per la cascada de gel de Khumbu, i un cop oberta, els equips de xerpes van traslladar tones de subministraments fins a la Base.

### Assalt al cim

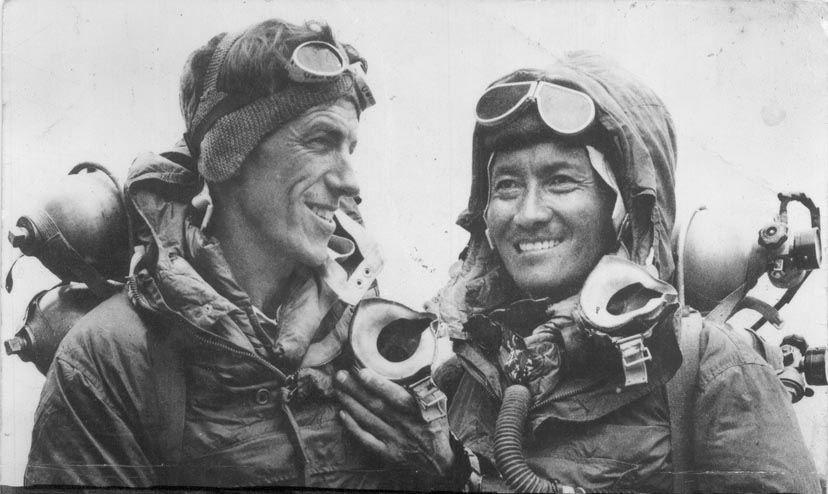
Edmund Hillary i Tenzing Norgay el 1953

Es van crear una sèrie de campaments avançats que lentament van progressar muntanya amunt. El Camp II a 5.900 m va ser establert per Hillary, Band i Lowe el 15 d'abril, el Camp III al cap de la cascada de gel a 6.200 m el 22 d'abril, i el Camp IV, el base advançat a 6.400 m per Hunt, Bourdillon i Evans l'1 de maig. Els tres van fer un reconeixement preliminar de la cara del Lhotse el 2 de maig i el Camp V a 6.700 m es va establir el 3 de maig. El 4 de maig, Bourdillon i Evans, amb el suport de Ward i Wylie, van arribar al Camp VI a 7.000 m a la cara de Lhotse, i poc menys de quinze dies després, el 17 de maig, Wilfrid Noyce i Lowe van establir el Camp VII a 7.300 m. El 21 de maig, Noyce i el xerpa Annullu (el germà petit de Da Tenzing) havien arribat al Coll Sud, a poc menys de 7.900 m.

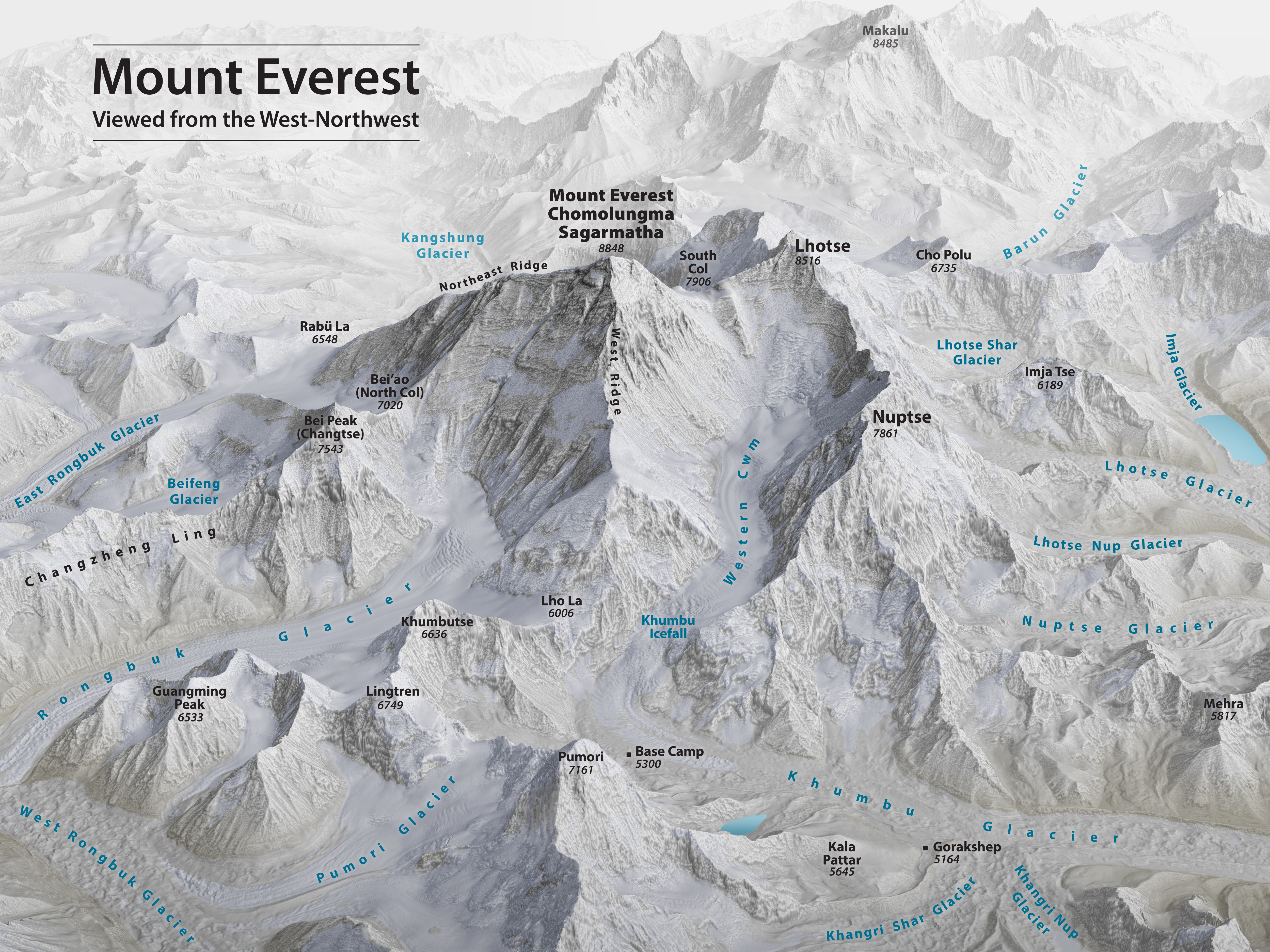
L'Everest i el terreny circumdant

La primera de les dues parelles d'escalada seleccionades prèviament per Hunt, Tom Bourdillon i Charles Evans, van sortir cap al cim el 26 de maig. Van fer amb èxit la primera ascensió de l'anomenat Cim Sud a 8.750 m a la 1 del migdia, arribant a 100 m del cim. Des d'allà van poder veure que entre el Cim Sud i el Cim encara hi havia una prima cresta de neu i gel sobre roca, amb un pas de roca (més tard conegut com el pas d'Hillary). Ja abans de començar, Evans havia tingut un problema amb una vàlvula danyada en el seu conjunt d'oxigen que va trigar més d'una hora a reparar; després van pujar a un ritme sense precedents de gairebé 300 m per hora. A 8.500 m quan van canviar els tubs de calç sodada dels equips d'oxigen, l'equip d'Evans va tenir encara un altre problema que Bourdillon no va poder solucionar; L'Evans va continuar, però la seva respiració era dolorosa. Van poder arribar fins al Cim Sud (en aquell moment el cim més alt mai pujat), però finalment es van veure obligats a tornar enrere 20 minuts més tard, a la 1:20 del migdia, esgotats i derrotats pels problemes amb els equips d'oxigen de circuit tancat i la manca de temps.
El 27 de maig, l'expedició va inciar el seu segon assalt al cim amb la segona parella d'escaladors, el neozelandès Edmund Hillary i el xerpa Tenzing Norgay del Nepal. Norgay havia ascendit anteriorment a un punt rècord a l'Everest com a membre de l'expedició suïssa de 1952. Van pujar al Coll Sud i després van pujar per la cresta sud per instal·lar i fer nit al Camp IX, situat per sobre del Coll Sud, d'on havia sortit la primera cordada. El camp es va situar a mig camí entre el Coll Sud i el Cim. Van sortir a les 6:30 del matí, i van arribar al Cim Sud a les 9 del matí i finalment van assolir al cim a les 11:30 del matí el 29 de maig de 1953, pujant per la ruta del coll sud. Abans de baixar, van romandre al cim el temps suficient per fer fotografies i enterrar uns dolços i una petita creu a la neu. En aquells moments no estaven utilitzant els conjunts d'oxigen de circuit obert. Després de deu minuts de fer fotografies al cim sense fer servir l'oxigen, Hillary va dir que "s'estava tornant força maldestre i lent". En tornar del cim, les primeres paraules d'Hillary a George Lowe van ser "Bé, George, hem tombat al malparit". Stobart va aconseguir que el grup que estava descendint no donés cap indicació de l'èxit a persones com Hunt i Westmacott, que esperaven amb agonia i suspens al Camp Avançat (Camp IV), fins que estaven prou a prop perquè Stobart captés tota l'emoció del moment a la pel·lícula.

### Notícia de l'esdeveniment
James Morris, el corresponsal a l'expedició del diari The Times, va saber la notícia al camp base el 30 de maig i va enviar un missatge codificat a través d'un corredor fins a Namche Bazaar, on es va utilitzar un transmissor sense fil per reenviar-lo com a telegrama a l'ambaixada britànica de Katmandú. El missatge codificat de Morris al seu diari deia: "La neu està malament, pausa, base avançada abandonada, pausa, esperant millora". "La neu està malament" era el codi acordat per indicar que s'havia assolit el cim; "base avançada abandonada" es referia a Hillary i "esperant millora" es referia a Tenzing. El missatge es va rebre i desxifrar a Londres a temps perquè la notícia fos publicada, per casualitat, el matí de la coronació de la reina Isabel II el 2 de juny. La conquesta de l'Everest va ser probablement l'última notícia important que un corredor va lliurar al món.

## Conseqüències
En el retorn a Katmandú uns dies després, l'expedició es va assabentar que Hillary ja havia estat nomenat Cavaller Comandant de l'Orde de l'Imperi Britànic i Hunt un Cavaller de l'Imperi pels seus esforços. El 22 de juny, el govern del Nepal va oferir una recepció als membres de l'expedició durant la qual la reina major del país va lliurar a Tenzing una bossa de deu mil rupies, que llavors eren unes 500 lliures esterlines. Hillary i Hunt van rebre kukris en beines amb joies, mentre que els altres membres van rebre cofres amb joies. El mateix dia, el govern indi va anunciar la creació d'una nova medalla d'or, un premi a la galanteria civil inspirat en la medalla George, de la qual Hunt, Hillary i Tenzing serien els primers guanyadors. El 7 de juny es va anunciar que la reina Isabel II volia reconèixer l'assoliment de Tenzing, i l'1 de juliol, 10 Downing Street va anunciar que, després d'una consulta amb els governs de l'Índia i el Nepal, la reina havia aprovat l'atorgament de la medalla George. Alguns comentaristes han vist aquest honor menor com un reflex del "racisme de baixa intensitat" que van experimentar homes com Norgay durant aquest període, encara que molts altres indis i nepalesos havien rebut prèviament el títol de cavaller i s'ha suggerit que va ser el primer ministre indi, Jawaharlal Nehru, qui va rebutjar el permís perquè Norgay fos nombrat cavaller. Hunt va rebre el títol de cavaller el juliol de 1953, al seu retorn a Londres.
Altres honors van continuar concedint-se als membres de l'expedició: la Medalla Hubbard de la National Geographic Society, que mai abans s'havia atorgat per equips, tot i que es van concedir medalles individuals de bronze per a Hunt, Hillary i Tenzing; la Medalla Geogràfica Cullum de l'American Geographical Society, la Medalla del Fundador de la Royal Geographical Society; la medalla Lawrence de la Royal Central Asian Society ; així com títols honorífics de les universitats d'Aberdeen, Durham i Londres. A la llista d' Honors d'Any Nou de 1954, George Lowe va ser nomenat Comandant de l'Ordre de l'Imperi Britànic per la seva pertinença a l'expedició; els 37 membres de l'equip també van rebre la Medalla de la Coronació de la Reina Isabel II amb MOUNT EVEREST EXPEDITION gravat a la vora.
El càmera de l'expedició, Tom Stobart, va produir una pel·lícula anomenada La conquesta de l'Everest, que va aparèixer a finals del 1953 i que va ser nominada a l'Oscar a la millor pel·lícula documental.
Tot i que Hillary i Tenzing van representar el seu triomf com a part d'un esforç d'equip de tota l'expedició, hi va haver una intensa especulació sobre quin dels dos homes havia estat el primer a trepitjar el cim de l'Everest. A Katmandú, una gran pancarta representava a Tenzing arrossegant un Hillary "semi-conscient" cap al cim. Tenzing va acabar amb l'especulació revelant a la seva autobiografia de 1955 (escrita per anònim) Man of Everest que Hillary va ser anava primer. Després d'això, el mateix Hillary va escriure que després de la seva ascensió del Pas de Hillary de 12 m, situat just a sota del cim:
"Vaig continuar constant, tallant esglaons i superant desnivells i cornises buscant ansiosament el cim. Semblava impossible assolir-lo i el temps s'anava acabant. Finalment vaig girar al darrere d'un sortint gran i amb la corda tensada per Tenzing vaig pujar lentament una cornisa de neu fins dalt. Immediatament va ser evident que havíem assolit el nostre objectiu. Eren les 11:30 del mati i estaven al cim de l'Everest."
| « | I continued on, cutting steadily and surmounting bump after bump and cornice after cornice looking eagerly for the summit. It seemed impossible to pick it and time was running out. Finally I cut around the back of an extra large lump and then on a tight rope from Tenzing I climbed up a gentle snow ridge to its top. Immediately it was obvious that we had reached our objective. It was 11.30 a.m. and we were on top of Everest! | » |

Shipton va comentar l'èxit de l'ascens: "Gràcies a Déu. Ara podem continuar amb l'escalada real."

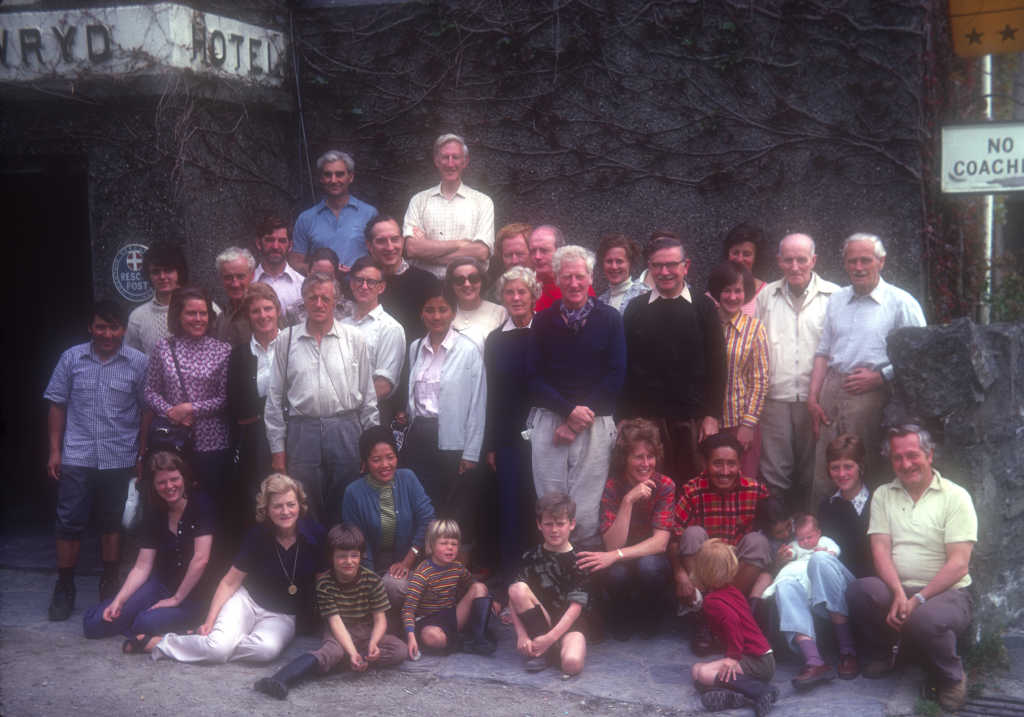
Reunió de membres de l'expedició, famílies i convidats el 1953 a l'hotel Pen-y-Gwryd, amb motiu del desè aniversari.

## Participants de l'expedició
Els participants de l'expedició van ser seleccionats tant per les seves qualificacions alpinístiques com també per la seva experiència en altres habilitats i serveis de suport necessaris. Tot i que la majoria eren del mateix Regne Unit, també provenien d'altres països de l'Imperi Britànic i la Commonwealth de Nacions. El líder, John Hunt, havia nascut a l'Índia.
| Nom                | Funció                                 | Professió                     | Edat a 1 de novembre 1952 (quan es va fer la selecció) |
| ------------------ | -------------------------------------- | ----------------------------- | ------------------------------------------------------ |
| John Hunt          | Cap d'expedició i alpinista            | Coronel de l'exèrcit britànic | 42                                                     |
| Charles Evans      | Subcap d'expedició i alpinista         | Metge                         | 33                                                     |
| George Band        | Alpinista                              | Llicenciat en geologia        | 23                                                     |
| Tom Bourdillon     | Alpinista                              | Físic                         | 28                                                     |
| Alfred Gregori     | Alpinista                              | Director d'agència de viatges | 39                                                     |
| Wilfrid Noyce      | Alpinista                              | Mestre i autor                | 34                                                     |
| Griffith Pugh      | Metge i alpinista                      | Fisiòleg                      | 43                                                     |
| Tom Stobart        | Càmera i alpinista                     | Càmera                        | 38                                                     |
| Michael Ward       | Metge expedicionari i alpinista        | Metge                         | 27                                                     |
| Michael Westmacott | Alpinista                              | Estadístic                    | 27                                                     |
| Charles Wylie      | Secretaria d'organització i muntanyenc | Soldat                        | 32                                                     |
| Edmund Hillary     | Alpinista                              | Apicultor                     | 33                                                     |
| George Lowe        | Alpinista                              | Mestre d'escola               | 28                                                     |
| Tenzing Norgay     | Alpinista i guia                       |                               | 38                                                     |
| Sherpa Annullu     | Alpinista i guia                       |                               |                                                        |

Els muntanyencs anaven acompanyats per Jan Morris (conegut aleshores amb el nom de James Morris), el corresponsal del diari The Times de Londres, i per 362 portadors, de manera que l'expedició va arribar al final a més de quatre-cents homes, entre ells vint guies xerpes del Tibet i el Nepal, amb un pes total de deu mil lliures d'equipatge.